# Cobitinae
Sous-famille
Les Cobitinae sont une sous-famille de poissons téléostéens de la famille des Cobitidae.

## Liste des genres
Selon World Register of Marine Species (1er février 2021) :
- Acanthopsoides Fowler, 1934 - synonyme de Aperioptus
- Acantopsis van Hasselt, 1823
- Bibarba Chen & Chen, 2007
- Canthophrys Swainson, 1838
- Cobitis Linnaeus, 1758
- Enobarbichthys Whitley, 1931 - voir Lepidocephalichthys
- Iksookimia Nalbant, 1993
- Kichulchoia Kim, Park et Nalbant, 1999
- Koreocobitis Kim, Park et Nalbant, 1997
- Kottelatlimia Nalbant, 1994
- Lepidocephalichthys Bleeker, 1863
- Lepidocephalus Bleeker, 1859
- Microcobitis Bohlen & Harant, 2011
- Misgurnus Lacepède, 1803
- Neoeucirrhichthys Banarescu et Nalbant, 1968
- Niwaella Nalbant, 1963
- Pangio Blyth, 1860
- Paralepidocephalus Tchang, 1935
- Paramisgurnus Dabry de Thiersant, 1872
- Protocobitis Yang et Chen, 1993
- Sabanejewia Vladykov, 1929
- Somileptus Swainson, 1839 - voir le genre Canthophrys
- Theriodes Kottelat, 2012